# Fundación Hind Rajab
La Fundación Hind Rajab (Hind Rajab Foundation, o por sus siglas en inglés, HRF) es el brazo legal del Movimiento 30 de Marzo, una organización sin fines de lucro fundada en 2024 y con sede en Bruselas (Bélgica).
La misión de la HRF es abordar y combatir lo que describe como la impunidad israelí en relación con los crímenes de guerra y las violaciones de derechos humanos en Palestina, en particular en la Franja de Gaza.
La fundación recibe su nombre en honor a Hind Rajab, una niña palestina de cinco años de la Franja de Gaza que murió durante la invasión israelí de la Franja de Gaza por disparos de las Fuerzas de Defensa de Israel (FDI), que también mató a seis miembros de su familia y a dos paramédicos que acudieron a rescatarla.

## Liderazgo
La fundación está dirigida por Dyab Abou Jahjah y Karim Hassoun.  Abou Jahjah es un activista político y escritor belga-libanés. Es el fundador y exlíder de la Liga Árabe Europea (AEL), un movimiento panarabista que apoya los intereses de los inmigrantes musulmanes en Europa. Hassoun es un activista político belga-libanés que se ha desempeñado como presidente de la AEL desde 2005.
En una entrevista de enero de 2025 con Amy Goodman en Democracy Now, Goodman preguntó cómo compararía HRF sus actividades con las del Centro Simon Wiesenthal, a lo que Abou Jahjah respondió: «El Centro Simon Wiesanthal es algo, quiero decir, es una lección de humildad compararnos con ellos. Han hecho un gran trabajo en la persecución contra los criminales nazis después del Holocausto, que fue fundamental para defender estos principios que estamos tratando de defender hoy. somos totalmente idénticos a ellos. Operamos de la misma manera. Pensamos de la misma manera».

## Actividades

### Órdenes de arresto contra soldados y dirigentes israelíes
En octubre de 2024 HRF presentó una denuncia ante la Corte Penal Internacional (CPI), instando a la rápida emisión de órdenes de arresto contra el primer ministro israelí, Benjamin Netanyahu, y el ministro de Defensa, Yoav Gallant, responsabilizando a ambos por presuntos crímenes de guerra en Gaza, así como contra todo el batallón 749 de Ingeniería de Combate de las Fuerzas de Defensa de Israel (FDI). Según el abogado de la organización, Haroon Raza, el objetivo del grupo es «que todos los responsables directos o indirectos de crímenes de guerra y genocidio en Gaza sean procesados y, finalmente, encarcelados». Hasta marzo de 2025, HRF había identificado y presentado los nombres de 1000 soldados israelíes ante la CPI, a la vez que llevaba causas judiciales en varios países, entre ellos Argentina, Bélgica, Brasil, Chipre, Francia, Alemania, Nepal, Países Bajos, Rumanía, Sri Lanka, Tailandia y el Reino Unido.
El 3 de mayo de 2025 la HRF afirmó que había identificado al comandante del batallón que había asesinado a Hind como el teniente coronel Beni Aharon de la 401.ª Brigada Blindada y presentó una denuncia por crímenes de guerra en su contra ante la Corte Penal Internacional.

#### Brasil
En enero de 2025 la HRF presentó una denuncia contra el soldado de las FDI Yuval Vagdani, quien se encontraba de vacaciones en Brasil en ese momento. La HRF lo acusó de demoler un bloque de viviendas en Gaza estando fuera de combate.
Ante un posible arresto, Vagdani huyó a Argentina con la ayuda del Ministerio de Asuntos Exteriores de Israel, que facilitó su salida rápida y segura de Brasil para él y su familia. Posteriormente, la HRF presentó una demanda en su contra en Argentina. Tras salir con éxito de Argentina y regresar a Israel, Vagdani expresó su sorpresa, declarando: «Convirtieron una casa en 500 páginas; pensaron que había asesinado a miles de niños, y quién sabe qué más».

#### Argentina
El 2 de enero de 2025, la HRF presentó una demanda contra el teniente Amit Nechmya, comandante de pelotón del Batallón Rotem (435) de la Brigada Givati de las FDI en Argentina, acusándolo a él y a su pelotón de utilizar a los prisioneros como escudos humanos, saquear y desplazar por la fuerza a civiles en Gaza. Antes de esto, las autoridades brasileñas habían iniciado acciones contra Nechmya tras una denuncia de la HRF. Según los informes, huyó de Brasil para evadir el arresto.

#### Chile
En diciembre de 2024, la HRF presentó una denuncia ante el Ministerio Público de Chile, pidiendo el arresto de Saar Hirshoren, un soldado israelí y miembro del Batallón de Ingeniería de Combate israelí presuntamente involucrado en genocidio, crímenes de lesa humanidad y crímenes de guerra en Gaza. La HRF argumentó que el compromiso de Chile con el Estatuto de Roma y sus leyes nacionales obliga al país a enjuiciar tales crímenes. En respuesta, la Fiscalía Regional Metropolitana inició una investigación. Hugo Gutiérrez, asesor legal de HRF, enfatizó la responsabilidad de Chile de actuar de acuerdo con el derecho internacional.  Los fiscales locales citaron pruebas en video de su cuenta de Instagram, que lo muestran participando en la destrucción de infraestructura civil en Gaza, y «su papel en la demolición deliberada de vecindarios, sitios culturales e instalaciones esenciales».

#### Tailandia
En diciembre de 2024 la HRF solicitó formalmente a las autoridades tailandesas que detuvieran a un soldado israelí al que acusaron de cometer crímenes de guerra, incluida la destrucción de viviendas civiles en Gaza y el uso de una escuela con fines militares.

#### Suecia
En enero de 2025 la HRF presentó una demanda en Suecia contra un francotirador israelí del 932.º Batallón de la Brigada Nahal por crímenes de guerra, crímenes de lesa humanidad y genocidio durante la guerra de Israel contra Gaza. Lo acusaron de atacar directamente a civiles, destruir viviendas, atacar instalaciones médicas y promover la masacre y la expulsión de palestinos. Las pruebas incluían sus publicaciones en redes sociales, testimonios de testigos presenciales, informes periodísticos y documentación de la ONU.

#### Sri Lanka
En diciembre de 2024 la HRF presentó una denuncia contra un soldado en servicio activo de las FDI que viajaba a Sri Lanka, vinculando sus publicaciones en redes sociales con presuntos crímenes de guerra en Gaza. La HRF notificó a la CPI y a la Interpol, y apeló a las autoridades de Sri Lanka, exigiendo su arresto por el asesinato de un civil palestino en Gaza. Tras la intervención de las autoridades israelíes, el soldado abandonó Sri Lanka.

#### Bélgica
En diciembre de 2024 la HRF presentó una denuncia ante el gobierno belga contra el coronel Moshe Tetro, nuevo agregado militar de Israel en Bruselas, acusándolo de ser responsable de la implementación de una política de hambruna en Gaza y de atacar hospitales.
El ministro de Asuntos de la Diáspora israelí, Amichai Chikli, canceló un viaje previsto al Parlamento Europeo en Bruselas para enero de 2025 en medio de acciones legales iniciadas por la HRF. La Oficina del primer ministro israelí alegó como motivo «advertencias de seguridad específicas» y consejos de las agencias de seguridad. Chikli, responsable de la lucha contra el antisemitismo, afirmó que Bruselas se había vuelto «insegura para judíos e israelíes». Sin embargo, la HRF lo acusó de evadir responsabilidades, afirmando que la cancelación tenía como objetivo evitar un posible arresto por presuntos crímenes de guerra, no por motivos de seguridad genuinos. Las autoridades belgas señalaron que Chikli carecía de inmunidad diplomática, ya que su visita no era oficial y corría el riesgo de ser arrestado.
Las autoridades belgas arrestaron e interrogaron a dos soldados israelíes por acusaciones creíbles de crímenes de guerra cometidos durante la invasión israelí de Gaza tras una denuncia presentada por la Fundación Hind Rajab y Global Legal Action Network (GLAN). Los arrestos tuvieron lugar en el festival de música Tomorrowland en la ciudad de Boom, donde los sospechosos fueron identificados y detenidos en una operación policial coordinada. Los demandantes acusaron a los dos israelíes de crímenes de guerra y genocidio en Gaza puesto que, estuvieron «directamente involucrados en ataques deliberados contra zonas civiles y en el uso de tortura y desplazamiento forzado de civiles». El 30 de julio la Fiscalía de Bélgica anunció que había transferido al Tribunal Penal Internacional (TPI) los expediente de dos soldados israelíes denunciado por la Fundación Hind Rajab mientras se encontraban en el festival de música electrónica Tomorrowland por haber cometido de crímenes de guerra y de lesa humanidad en la Franja de Gaza.

#### España
La HRF exigió la investigación y el arresto de un sargento israelí de la Brigada Givati, en virtud de la legislación española y los tratados internacionales, como las Convenciones de Ginebra y el Estatuto de Roma. Fue acusado de genocidio, crímenes de lesa humanidad y crímenes de guerra durante la operación militar en Gaza, presuntamente cometidos entre enero y marzo de 2024. Estos incluyen el uso de viviendas civiles con fines militares, el ataque a escuelas señalizadas por la ONU con lanzagranadas, la demolición de viviendas civiles en Jan Yunis y el desplazamiento de miles de gazatíes. La denuncia también implica a otros miembros del pelotón.

#### Italia
HRF instó a las autoridades italianas a arrestar al general israelí Ghassan Alian, jefe de COGAT ( Coordinador de Actividades Gubernamentales en los Territorios ), por presunto genocidio y crímenes de guerra durante su supuesta visita a Roma. Las solicitudes se presentaron a la CPI y a las autoridades italianas. HRF lo acusó de imponer el bloqueo total de Gaza después de octubre de 2023, y la Fundación afirmó que utilizó la hambruna como arma cortando alimentos, agua y suministros médicos, además de atacar hospitales e infraestructura. Italia había negado su inclusión en la delegación del ministro de Asuntos Exteriores, Gideon Saar, mientras que Israel confirmó que su visita se había producido por separado. La Relatora Especial de las Naciones Unidas (ONU) sobre los territorios palestinos ocupados, Francesca Albanese, escribiendo en X (anteriormente Twitter), apoyó los esfuerzos de HRF para responsabilizar a Alian por presuntos crímenes de guerra. Al señalar su posible salida inminente de Italia, describió la necesidad de redes legales globales más sólidas para abordar rápidamente a los sospechosos de crímenes internacionales.

#### Alemania
La HRF presentó una denuncia contra un comandante de tanque de las FDI de la Brigada Barak, con doble nacionalidad germano-israelí. La denuncia alega «ataques deliberados contra infraestructura civil, bombardeos indiscriminados de barrios residenciales y la glorificación de la destrucción en zonas urbanas». Sin embargo, la fiscalía alemana no abrió una investigación.

#### Países Bajos
Tras los disturbios de noviembre de 2024 en Ámsterdam, la HRF presentó denuncias contra los aficionados del Maccabi Tel Aviv FC por corear consignas genocidas, como «¡Que se jodan los árabes!» y «No hay escuelas en Gaza porque no quedan niños», que la Fundación calificó de retórica e incitación genocidas. La HRF también presentó denuncias por vandalismo contra la propiedad, incluyendo ataques a símbolos palestinos como banderas y agresiones a ciudadanos locales.

#### Reino Unido
En abril de 2025, la HRF, junto con la Red Global de Acción Legal y el Centro Internacional de Justicia para los Palestinos escribió al fiscal general del Reino Unido para solicitar una orden de arresto contra el ministro de Asuntos Exteriores israelí, Gideon Sa'ar. Esto se produjo después de que Sa'ar se reuniera con el secretario de Asuntos Exteriores del Reino Unido, David Lammy, en Londres. La HRF afirma que Sa'ar es responsable del ataque al hospital Kamal Adwan y de la detención de Hussam Abu Safiya . El fiscal general británico rechazó la solicitud.
En julio de 2025 FHG presentó una denuncia penal ante la unidad de crímenes de guerra de la Policía Metropolitana del Reino Unido por la interceptación del Handala, un buque de bandera británica, la confiscación de la ayuda y la detención de los pasajeros. La FHG instó a la coordinación con Interpol, la ONU y la Corte Penal Internacional (CPI) para procesar al vicealmirante David Saar Salama (comandante en jefe de la Armada israelí) y a otros oficiales por violar la soberanía británica, la Convención de las Naciones Unidas sobre el Derecho del Mar (CNUDM) y el Cuarto Convenio de Ginebra, así como por impugnar las mencionadas órdenes vinculantes de la CPI.

#### Perú
En mayo de 2025 HRF presentó una denuncia en Perú que dio lugar a la apertura de una investigación penal contra un ciudadano israelí acusado de participar en el genocidio de Gaza. La denuncia fue presentada por Julio César Arbizu González, destacado abogado peruano de derechos humanos y asesor legal de la Fundación. El investigado sirvió como soldado de ingeniería de combate en el ejército israelí y presuntamente participó directamente en la destrucción sistemática de barrios civiles en la Franja de Gaza durante la ofensiva militar de 2023-2024. Su nombre no se ha revelado públicamente, aunque la Fundación publicó una imagen y un video que supuestamente lo muestran.

#### Portugal
En julio de 2025 HRF presentó una denuncia penal ante las autoridades portuguesas contra el francotirador israelí Dani Adonya Adega, solicitando su arresto por presuntos crímenes de guerra cometidos durante la ofensiva israelí en Gaza. La ONG afirma que Adega, afiliado al Batallón 8114 del ejército israelí, participó en asesinatos ilegítimos de civiles, incluso durante un alto el fuego, y compartió contenido incriminatorio en Instagram. Recientemente visto en Lisboa, Adega está acusado de participar en la mortífera operación «Corredor Netzarim». La Fundación instó a Portugal a actuar conforme a los principios de jurisdicción universal, argumentando que las autoridades portuguesas tienen la obligación legal de detener a los sospechosos de crímenes de guerra que se encuentren en territorio portugués.

#### Chipre
El 25 de julio de 2025 HFR presentó una denuncia formal por crímenes de guerra ante las autoridades de Chipre contra Tameer Mulla, paracaidista israelí del 101.º Batallón de las Fuerzas de Defensa de Israel (FDI). La denuncia alega la participación directa de Mulla en graves violaciones del derecho internacional durante las operaciones militares israelíes en Gaza, incluyendo ataques deliberados contra infraestructura civil, evacuaciones forzadas de personas protegidas del Hospital Nasser y la destrucción de instituciones educativas. La Fundación también citó publicaciones en redes sociales en las que Mulla parecía glorificar la destrucción. Basándose en los principios de la jurisdicción universal, la organización instó a Chipre a arrestar a Mulla, impedir su salida e iniciar acciones legales.

## Críticas y reacciones
Israel está ayudando a sus ciudadanos amenazados a huir. El gobierno también publica una guía de vacaciones para sus soldados para ayudarlos a evitar arrestos; esta guía aconseja no publicar videos en Internet que puedan constituir evidencia. A principios de enero, cuando el Estado de Israel ya había tenido que repatriar urgentemente a doce soldados procesados, se celebró una reunión de emergencia entre los ministros interesados, y también se reunió el Comité de Asuntos Exteriores y Seguridad de la Knesset. Se han publicado dos listas de países en riesgo: España, Irlanda, Brasil, Bélgica y Sudáfrica, como particularmente peligrosos; y Marruecos, Francia, Noruega, Chipre, Sri Lanka, Holanda, Brasil, Tailandia, Irlanda, Serbia, porque ya se han emprendido acciones legales contra los soldados israelíes.
A principios de 2025, tras el anuncio de que un tribunal brasileño investigaría a un soldado israelí que visitaba el país en ese momento por crímenes de guerra, Abou Jahjah recibió amenazas en redes sociales del ministro israelí de Asuntos de la Diáspora, Amichai Chikli, quien escribió: «Hola, nuestro activista de derechos humanos. Cuidado con su localizador», lo que, según los medios belgas, era una referencia a los ataques con dispositivos electrónicos en el Líbano en 2024. El líder de la oposición israelí, Yair Lapid, criticó al gobierno israelí después de que Vagdani se viera obligado a huir de Brasil para evitar su arresto; Lapid lo calificó de fracaso diplomático, culpando a la débil defensa internacional y la falta de protección legal, lo que provoca el temor de los soldados de las Fuerzas de Defensa de Israel de ser arrestados en el extranjero. También instó a una investigación estatal y a una diplomacia pública más sólida para prevenir este tipo de incidentes. El ministro de Asuntos Exteriores israelí, Gideon Sa'ar, respondió a Lapid diciendo: «[...] lo que estamos presenciando es una campaña sistemática y antisemita destinada a negar el derecho de Israel a la legítima defensa. Innumerables actores internacionales y muchos países son cómplices de esto».
En respuesta a los esfuerzos de la HRF, las FDI anunciaron que a partir de enero de 2025 ya no identificarían a sus fuerzas por su nombre en los medios de comunicación.
«Moms Up», un grupo de madres que representa a soldados israelíes, escribió al primer ministro Benjamin Netanyahu y al jefe del Estado Mayor de las Fuerzas de Defensa de Israel tras el caso en Brasil: «Los consideramos los únicos responsables de eliminar el riesgo legal que enfrentan nuestros hijos».
Según el ministro de Asuntos de la Diáspora, Amichai Chikli, citado por el Jerusalem Post, uno de los fundadores de la Fundación, Dyab Abu Jahjah es un mentiroso, proterrorista, homófobo y negacionista del Holocausto; otras instituciones israelíes sugieren que mantiene estrechas relaciones con Hezbolá y el Estado iraní. El 29 de enero el periódico Haaretz informó que la RHF había presentado una denuncia penal contra el ministro por amenazas, basada en el mensaje sobre el buscapersonas. Amichai Chikli canceló un viaje a Bruselas por temor a ser arrestado.